# Rik Schoofs
Hendrik (Rik) Schoofs (Borgloon, 6 november 1950) is een Belgische voormalige atleet, die was gespecialiseerd in de lange afstand en het veldlopen. Hij nam tweemaal deel aan de Olympische Spelen en hij veroverde twee Belgische titels. 

## Biografie
Schoofs was een verdienstelijk marathonloper, die in de schaduw stond van zijn ploeg- en streekgenoot Karel Lismont. Hij werd kampioen van België in 1975 en 1976. In 1976 nam hij ook deel aan de Olympische Spelen van Montreal, waar hij tiende werd op de marathon.
Twee jaar later was hij eveneens aanwezig op de Europese kampioenschappen in Praag en in 1980 op de Olympische Spelen van Moskou, waar hij op de marathon beide keren achttiende werd.
Rik Schoofs nam ook viermaal deel aan de wereldkampioenschappen veldlopen. In 1976 haalde hij met een zeventiende plaats en zilver in het landenklassement zijn beste resultaten.

### Clubs
Schoofs was aangesloten bij  FC Luik.

## Belgische kampioenschappen
| Onderdeel | Jaar       |
| --------- | ---------- |
| marathon  | 1975, 1976 |

## Persoonlijke records
| Onderdeel | Prestatie | Datum            | Plaats  |
| --------- | --------- | ---------------- | ------- |
| 5000 m    | 13.34,5   | 18 augustus 1978 | Brussel |
| 10.000 m  | 28.13,5   | 5 augustus 1978  | Brussel |
| marathon  | 2:12.17   | 8 februari 1981  | Tokio   |

## Palmares

### marathon
- 1975:  BK te Brussel  – 2:18.15
- 1976:  BK te Waarschoot  – 2:20.33
- 1976: 10e OS in Montreal – 2:15.52
- 1978: 18e EK in Praag – 2:16.49,5
- 1979:  Officieus landenkampioenschap te Brussel - 2:15.35
- 1980: 18e OS in Moskou – 2:17.28
- 1981: 4e marathon van Tokio - 2:12.17

### straatlopen
- 1976:  Ronde van Rome - 56.29
- 1976: 5e Corrida Sao Paolo (Brazilië)
- 1977: 5e Coamo Puerto-Rico (halve marathon) - Beste Europese tijd
- 1978:  Corrida Sao Paolo (Brazilië)
- 1978: 5e Punta Del Este (Uruguay)
- 1978:  Buenos-Aires (Argentinië)
- 1978:  Rue De Pravo Praag
- 1976, 1977, 1978, 1980:   Sedan-Charleville (1:11.19 op 23 km en 900 m nog altijd wedstrijdrecord)

### veldlopen
- 1974: 74e WK in Monza
- 1976: 17e WK in Chepstow
- 1976:  landenklassement WK
- 1977:  BK in Waregem
- 1978:  BK in Waregem
- 1978: 23e WK in Glasgow
- 1979: 69e WK in Limerick

### veldlopen Europacup per landskampioenen
- 1970:  FC Luik
- 1972:  FC Luik
- 1973:  FC Luik
- 1974:  FC Luik

### piste (10.000 m)
- 1976:  BK te Brussel - 28.43,4
- 1978:  BK te Brussel  - 28.13,5
- 1975:  Europabeker landskampioenen Sart-Tilmant - 29.30,59
- 1978:  Europabeker landskampioenen Wattenscheid - 29.03,9
- 1979:  Europabeker landskampioenen Lissabon - 29.07,5
- 1980:  Europabeker landskampioenen Madrid - 29.32,3